# Дегтярёв, Геннадий Леонидович
Геннадий Леонидович Дегтярёв (род. 12 мая 1952, Енакиево, Сталинская область) — советский футболист, полузащитник, защитник, тренер.

## Биография
Начинал играть в футбол в енакиевских командах «Индустрия» и «Шахтёр». Первый тренер — Евгений Крещановский. Выступал за сборную Донецкой области, был на просмотре в донецком «Шахтёре». Обучался в Смоленском институте физкультуры.
В первенстве СССР играл за команды второй (1973—1974, 1977—1978, 1982—1983) и первой (1975—1976, 1979—1982) лиг «Металлург» Тула (1973), «Уралан» Элиста (1974), «Спартак» Нальчик (1975), «Металлург» Запорожье (1976), «Буковина» Черновцы (1977), «Металлист» Харьков (1987—1981), «Факел» Воронеж (1982), «Маяк» Харьков (1982—1983).
Полуфиналист Кубка СССР 1981 года. Победитель второй зоны второй лиги 1978 года (чемпион Украинской ССР). Победитель первой лиги 1981 года.
В соревнованиях КФК выступал за «Югосталь» Енакиево (1988), «Факел» Красноград (1990).
Несколько лет работал в «Металлисте» помощником главного тренера и тренером-селекционером. В течение трёх лет был главным тренером «Энергетика» Солоницевка.